# Moquegua
Moquegua ist die Hauptstadt der peruanischen Region Moquegua. Sie liegt im gleichnamigen Distrikt der Provinz Mariscal Nieto. Die Stadt liegt im Südosten von Peru 1144 Kilometer südlich der Landeshauptstadt Lima auf einer Höhe von 1410 Meter über dem Meeresspiegel. Im Stadtgebiet von Moquegua wohnten beim Zensus 2017 37.518 Einwohner. Im Ballungsraum lebten 69.882 Einwohner.
Die Stadt Moquegua ist seit 1992 der zweite Bischofssitz des Bistums Tacna y Moquegua, die Hauptkirche der Stadt ist folglich die Konkathedrale.

## Infrastruktur
In der Stadt gibt es mehrere Schulen und die Universität UJCM – Campus San Antonio sowie das Stadion 25 de Noviembre und den Regionalflughafen Cesar Torke Podesta.
Die Stadt hatte mit der Bahnstrecke Ilo–Moquegua einen Eisenbahnanschluss zum Hafen von Ilo. Die Strecke wurde 1964 stillgelegt.

## Söhne und Töchter der Stadt
Moquegua war Geburtsort einiger bekannter Persönlichkeiten, darunter
- Alejandro Núñez Allauca (* 1943), Komponist
- Daniel Becerra de la Flor (1906–1987), Arzt und Politiker
- Mercedes Cabello de Carbonera (1845–1909), Schriftstellerin und Journalistin
- José Carlos Mariátegui (1894–1930), Journalist, Autor, Philosoph und Politiker
- Vicente Zeballos (* 1963), Politiker

## Bildergalerie

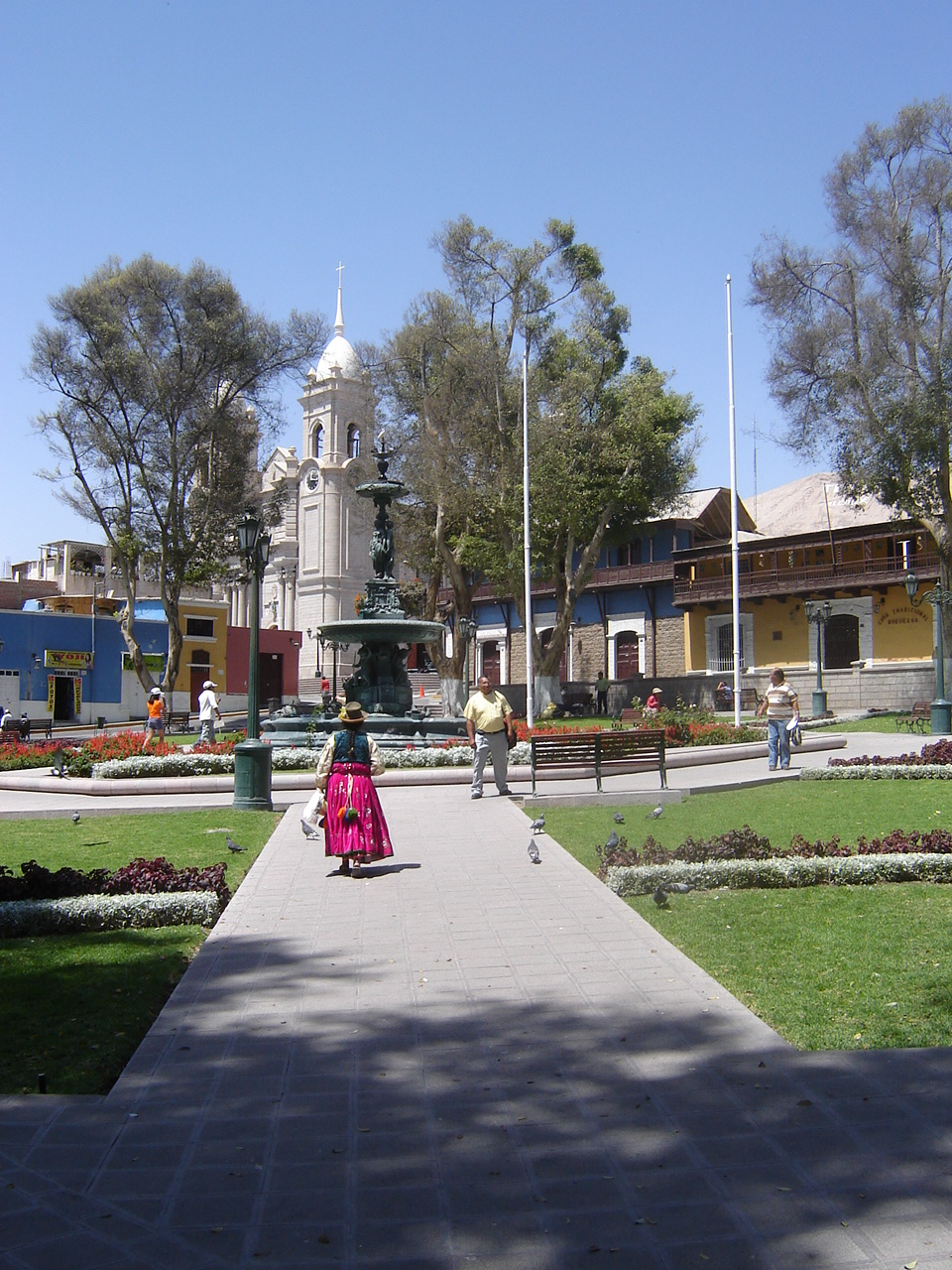
Plaza de armas
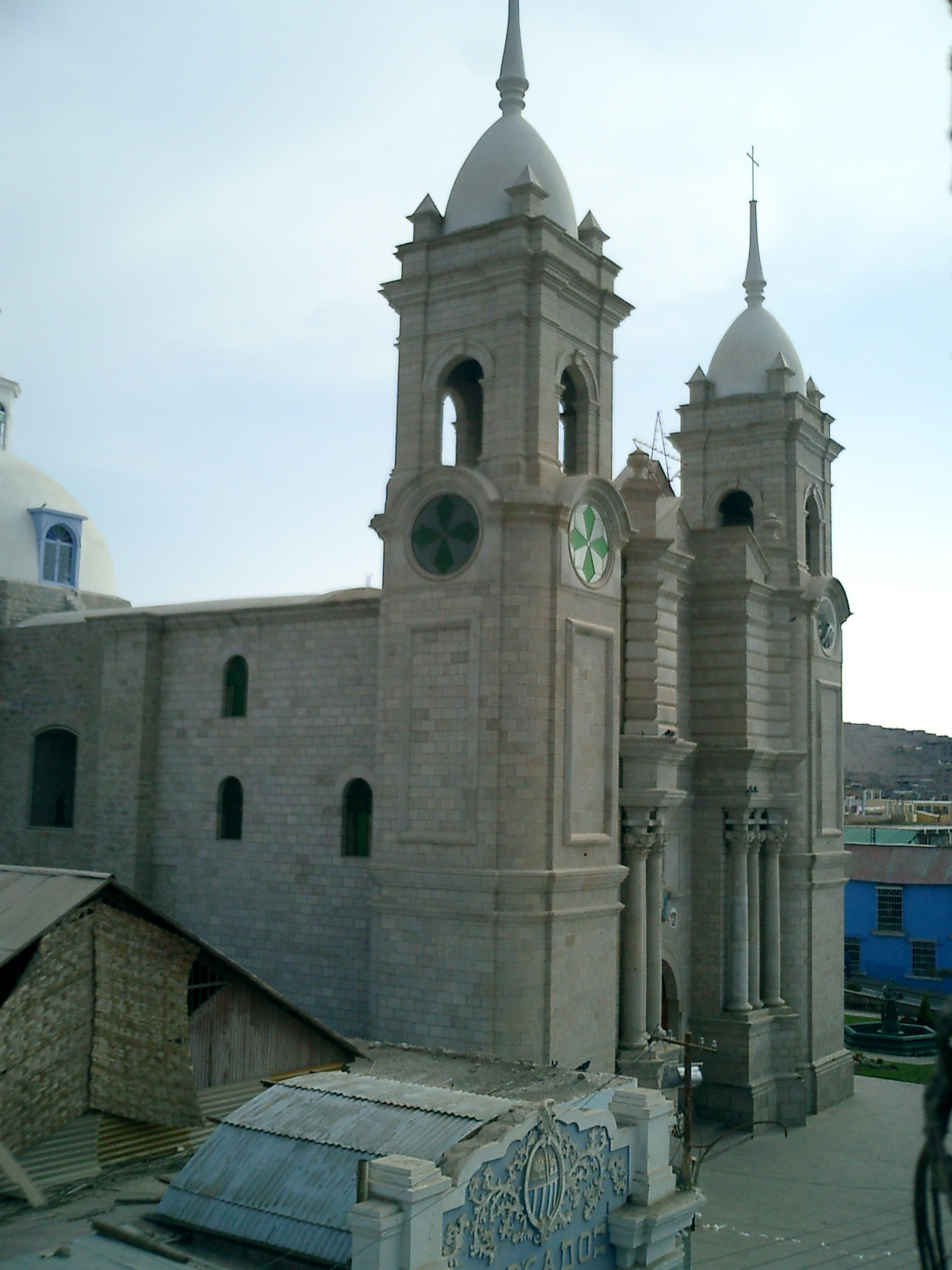
Catedral de la ciudad
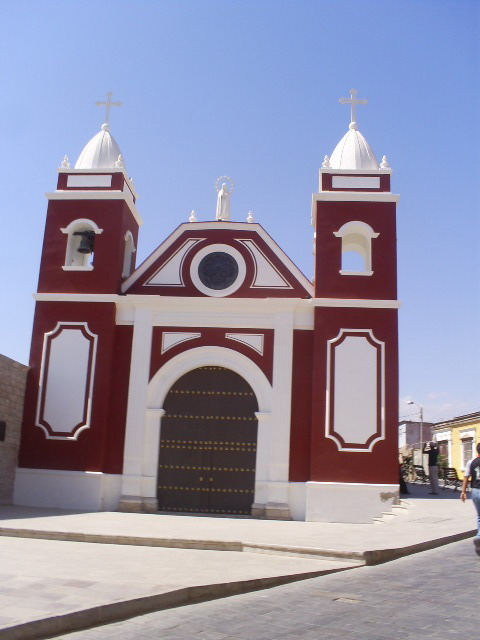
Iglesia Belen